# Friederike Otto
Friederike Elly Luise „Fredi” Otto (ur. 1982 w Kilonii) – niemiecka klimatolog, dyrektor Instytutu Zmian Środowiska na Uniwersytecie Oksfordzkim.

## Życiorys
Friederike Otto jest z wykształcenia fizyczką, uzyskała także doktorat z filozofii na Wolnym Uniwersytecie Berlińskim (tytuł rozprawy: Modelowanie klimatu Ziemi – perspektywa epistemologiczna). Jest wiodącą przedstawicielką badań nad atrybucją zjawisk ekstremalnych (czyli określaniem ich związku ze zmianą klimatu) oraz współzałożycielką zajmującego się tym międzynarodowego  zespołu World Weather Attribution.

## Wybrane publikacje

### Książki
- Friederike Otto, Wściekła pogoda. Jak mszczą się zmiany klimatu, kiedy są ignorowane, Wydawnictwo Otwarte, 2019 (tytuł oryg. Wütendes Wetter: Auf der Suche nach den Schuldigen für Hitzewellen, Hochwasser und Stürme)

### Artykuły naukowe
- Friederike E. L. Otto (2017). Attribution of weather and climate events. Annual Review of Environment and Resources(inne języki), 42, 627–646. doi:10.1146/annurev-environ-102016-060847
- Friederike E. L. Otto, Geert Jan van Oldenborgh, Jonathan Eden, Peter A. Stott, David J. Karoly, Myles R. Allen (2016). The attribution question. Nature Climate Change, 6, 813–816. doi:10.1038/nclimate3089
- Friederike E. L. Otto, Emily Boyd, Richard G. Jones, Rosalind J. Cornforth, Rachel James, Hannah R. Parker i Myles R. Allen(inne języki) (2015). Attribution of extreme weather events in Africa: a preliminary exploration of the science and policy implications. Climatic Change(inne języki), 132(4), 531–543. doi:10.1007/s10584-015-1432-0
- Friederike E. L. Otto, N. Massey, G. J. van Oldenborgh, R. G. Jones, M. R. Allen (2012). Reconciling two approaches to attribution of the 2010 Russian heat wave. Geophysical Research Letters(inne języki), 39(4). doi:10.1029/2011GL050422